# Guyana aux Jeux olympiques d'été de 2020
Le Guyana participe aux Jeux olympiques d'été de 2020 à Tokyo. Il s'agit de leur 18e participation aux Jeux d'été, auxquels ils n'ont jusqu'ici remporté qu'une médaille de bronze en boxe en 1980.

## Athlètes engagés
| Sport           | Hommes | Femmes | Total |
| --------------- | ------ | ------ | ----- |
| Athlétisme      | 1      | 2      | 3     |
| Boxe            | 1      | 0      | 1     |
| Natation        | 1      | 1      | 2     |
| Tennis de table | 0      | 1      | 1     |
| Total           | 3      | 4      | 7     |

## Résultats

### Athlétisme
Aliyah Abrams a réussi entrer dans les critères de sélection en obtenant une performance en dessous des minima sur 400 mètres avec un temps de 51s 13 réalisé à Austin en juin 2019
La seconde place est attribuée à un sprinteur masculin au nom de l'universalité des Jeux avec Emanuel Archibald sur le 100 mètres.
| Athlète           | Épreuve        | Tour préliminaire | Tour préliminaire | 1er tour | 1er tour | Demi-finale | Demi-finale | Finale   | Finale   |
| Athlète           | Épreuve        | Temps             | Rang              | Temps    | Rang     | Temps       | Rang        | Temps    | Rang     |
| ----------------- | -------------- | ----------------- | ----------------- | -------- | -------- | ----------- | ----------- | -------- | -------- |
| Emanuel Archibald | 100 m masculin | 10 s 30           | 2e                | 10 s 41  | 9e       | Éliminé     | Éliminé     | Éliminé  | Éliminé  |
| Jasmine Abrams    | 100 m féminin  | Exempté           | Exempté           | 11 s 49  | 7e       | Éliminée    | Éliminée    | Éliminée | Éliminée |
| Aliyah Abrams     | 400 m féminin  | Non disputé       | Non disputé       | 51 s 44  | 4e       | 51 s 46     | 7e          | Éliminée | Éliminée |

### Boxe
| Athlète         | Catégorie              | 1/16e de finale        | 1/8e de finale      | Quart de finale     | Demi-finale         | Finale              | Rang    |
| Athlète         | Catégorie              | Adversaire Résultat    | Adversaire Résultat | Adversaire Résultat | Adversaire Résultat | Adversaire Résultat | Rang    |
| --------------- | ---------------------- | ---------------------- | ------------------- | ------------------- | ------------------- | ------------------- | ------- |
| Keevin Allicock | Plumes hommes (-57 kg) | de la Cruz Défaite 0-5 | Éliminé             | Éliminé             | Éliminé             | Éliminé             | Éliminé |

### Natation
| Athlète       | Épreuve                 | Séries  | Séries | Demi-finales | Demi-finales | Finale   | Finale   |
| Athlète       | Épreuve                 | Temps   | Rang   | Temps        | Rang         | Temps    | Rang     |
| ------------- | ----------------------- | ------- | ------ | ------------ | ------------ | -------- | -------- |
| Andrew Fowler | 100 m nage libre hommes | 55 s 23 | 67e    | Éliminé      | Éliminé      | Éliminé  | Éliminé  |
| Aleka Persaud | 50 m nage libre féminin | 27 s 76 | 55e    | Éliminée     | Éliminée     | Éliminée | Éliminée |

### Tennis de table
Chelsea Edghill a reçu une invitation à concourir en simple féminin
| Athlète(s)      | Compétition  | Tour préliminaire | 1er tour         | 2e tour          | 3e tour          | 4e tour          | Quarts de finale | Demi-finales     | Finale / MB      | Rang     |
| Athlète(s)      | Compétition  | Adversaire Score  | Adversaire Score | Adversaire Score | Adversaire Score | Adversaire Score | Adversaire Score | Adversaire Score | Adversaire Score | Rang     |
| --------------- | ------------ | ----------------- | ---------------- | ---------------- | ---------------- | ---------------- | ---------------- | ---------------- | ---------------- | -------- |
| Chelsea Edghill | Simple dames | Yee Victoire 4-1  | Shin Défaite 0-4 | Éliminée         | Éliminée         | Éliminée         | Éliminée         | Éliminée         | Éliminée         | Éliminée |